# Guillermo Leguía
Guillermo Enrique Leguía – piłkarz argentyński, pomocnik.
W 1949 roku Leguía razem z klubem CA Argentino de Quilmes zdobył mistrzostwo drugiej ligi argentyńskiej.
W 1952 roku został graczem klubu San Lorenzo de Almagro, z którym zajął w lidze argentyńskiej 8. miejsce.
Jeszcze jako gracz klubu San Lorenzo był w kadrze reprezentacji podczas turnieju Copa América 1955, gdzie Argentyna zdobyła tytuł mistrza Ameryki Południowej. Leguía nie zagrał w żadnym meczu.
W San Lorenzo rozegrał 38 meczów, następnie po mistrzostwach kontynentalnych przeniósł się do klubu CA Tigre.
W 1959 roku został graczem klubu CA Lanús. W pierwszej lidze argentyńskiej rozegrał łącznie 96 meczów.